# Stazione di Carini
La stazione di Carini è una stazione ferroviaria posta sulla linea Palermo-Trapani, a servizio dell'omonima città. È situata davanti "Piazza Stazione", un'apposita zona di parcheggio.

## Movimento

Locomotiva D445.1030 in testa al treno Regionale 12778 in ingresso alla stazione

La stazione è servita dai treni regionali a cadenza semi-oraria della ferrovia Palermo-Trapani.
Nel 2025, anno previsto per la riapertura della ferrovia Palermo-Trapani (via Milo), sono previsti collegamenti diretti da Palermo con Trapani, Castelvetrano e Mazara del Vallo.